# Državna cesta D415
D415 je državna cesta u Hrvatskoj. Ukupna duljina iznosi 7,2 km.